# Sagavanirktok
La rivière Sagavanirktok est une rivière d'Alaska aux États-Unis, dans la région Alaska North Slope, longue de 289 km. Elle prend sa source sur le flanc nord de la chaîne Brooks et coule vers le nord en direction de la mer de Beaufort près de Prudhoe Bay.
Elle est quasiment parallèle à l'oléoduc trans-Alaska et à la Dalton Highway, depuis Atigun Pass jusqu'à Deadhorse.

## Affluent
- Ivishak – 145 km
  - Echooka – 119 km
- Ribdon – 80 km
- Atigun – 72 km